# Ester de cellulose
Un ester de cellulose est un polymère artificiel dérivé de la cellulose. Il appartient à la famille des polymères cellulosiques.

## Synthèse
Les groupements hydroxyle (-OH) de la cellulose peuvent réagir partiellement ou totalement avec différents réactifs chimiques pour donner les esters de cellulose (-(C=O)R par exemple). Selon le type d'ester de cellulose recherché, les réactifs sont des acides organiques ou inorganiques.

## Types
Le tableau suivant présente les deux principales familles d'esters de cellulose, le type de réactif donnant chacune de ces familles ainsi que des exemples de chaque famille. Chaque exemple est suivi par le nom du réactif utilisé pour sa synthèse ainsi que par la fonction qui substitue la fonction hydroxyle.
| Famille             | Réactif           | Ester de cellulose           | Réactif                                   | Groupe R                          | Abréviation |
| ------------------- | ----------------- | ---------------------------- | ----------------------------------------- | --------------------------------- | ----------- |
| Esters organiques   | Acide organique   | Acétate de cellulose         | Acide acétique et anhydride acétique      | H ou -(C=O)CH3                    | CA          |
| Esters organiques   | Acide organique   | Triacétate de cellulose      | Acide acétique et anhydride acétique      | -(C=O)CH3                         | CTA         |
| Esters organiques   | Acide organique   | Propionate de cellulose      | Acide propanoïque                         | H ou -(C=O)CH2CH3                 | CP          |
| Esters organiques   | Acide organique   | Acétopropionate de cellulose | Acide acétique et acide propanoïque       | H ou -(C=O)CH3 ou -(C=O)CH2CH3    | CAP         |
| Esters organiques   | Acide organique   | Acétobutyrate de cellulose   | Acide acétique et acide butyrique         | H ou -(C=O)CH3 ou -(C=O)CH2CH2CH3 | CAB         |
| Esters organiques   | Acide organique   | Acétophtalate de cellulose   | Acide acétique et acide phtalique         | H ou -(C=O)CH3 ou -(C=O)C6H4COOH  |             |
| Esters inorganiques | Acide inorganique | Nitrate de cellulose         | Acide nitrique ou autre agent nitrant     | H ou -NO2                         | CN          |
| Esters inorganiques | Acide inorganique | Sulfate de cellulose         | Acide sulfurique ou autre agent sulfurant | H ou -SO3H                        |             |

## Propriétés
Les propriétés des esters de cellulose varient avec le groupe de substitution du groupement hydroxyle, le degré de substitution et le degré de polymérisation de la molécule.
Les esters de celluloses sont :
- amorphes et donc transparents ;
- solubles dans l'acétone et l'acide acétique ;
- peu électrostatiques ;
- résistants à des températures inférieures à 100 °C.

## Mise en forme
Toutes les méthodes de mise en forme des matières plastiques, telles que le moulage par injection, le rotomoulage, le thermoformage ou l'extrusion, peuvent être appliquées aux esters de cellulose.

## Applications
Les esters de cellulose peuvent être utilisés pour fabriquer des manches d'outils, des emballages transparents et des revêtements pour protection facilement pelables dès utilisation. Ainsi que filtres pour laboratoire ou filtres à usages médicaux.